# تریمبس
تریمبس (به آلمانی: Trimbs) یک شهر در آلمان است که در ماین-کبلنتس واقع شده‌است. تریمبس ۶۶۰ نفر جمعیت دارد.